# Memory of a Free Festival
Memory of a Free Festival är en låt av David Bowie. Sången skrevs i samband med albumet Space Oddity och finns med på återutgivningen av albumet från 1972.